# Among the Stars
Among the Stars è un disco di Michael Pinder, tastierista e voce del gruppo rock inglese dei The Moody Blues, pubblicato nel 1994.

## Tracce
1. The Power of Love (Can Survive)
2. You Can't Take Love Away
3. The Best Things in Life
4. Hurry On Home
5. When You're Sleeping
6. Fantasy Flight
7. Among the Stars
8. Upside Down
9. Waters Beneath the Bridge
10. The World Today
11. If She Came Back (bonus track 2013 edition)
12. Waves Crash (bonus track 2013 edition)
13. Empty Streets (bonus track 2013 edition)